# Csermő
Csermő (románul: Cermei, németül: Tschermei) falu Romániában, Arad megyében.

## Fekvése
Borosjenőtől húsz kilométerre északra fekszik.

## Nevének eredete
Nevét a csormolya nevű, búza között tenyésző növény tájnyelvi csermelye, csermely változatáról kapta. Első említése: Chermel (1429).

## Története
A törökök 1574-ben elfoglalták. A 17. század közepén székelyek, majd erdélyi románok költöztek be. 1824-ben vonták össze szórtan álló házait egy falumaggá.
1828–1838-ban Fascho József, báró Bánhidy Antal, Vásárhelyi János és gr. Königsegg szerezték meg a kincstártól, majd román és Békés és Bihar vármegyei magyar jobbágyokat telepítettek be. Az 1830-as években Fényes Elek szerint román lakosságú mezőváros, évi három országos vásárral, jelentős sertés- és szarvasmarha-tenyésztéssel. Az 1840-es években ideköltöztették Szénás magyar szénégetőit. 1844-ben kapott szabadalmat országos és hetivásárok tartására.
1854-ben Almáskamarásról és Szentmártonból német földműveseket telepítettek be, ekkor alapították római katolikus plébániáját is. Az 1860-as évek közepétől 1901-ig megszakításokkal református iskola is működött. 1860-ban gyógyszertárat nyitottak benne. 1889-ben megépült a települést Borosjenővel összekötő vasút. A századforduló idején több hullámban ismét magyarokat telepítettek be, jórészt Szentesről.
A 19. század folyamán birtokos volt a faluban az örmény eredetű Jakabffy család. A század végén itt volt a székhelye a Czárán család, Müller Vilmos, Faschó Moys Sándor és Sánka Vilmos és Irma uradalmainak. A kisbirtokosok mintegy fele viszont nem tudott megélni saját földjéből, feles vagy haszonbérletre szorult, télen pedig lakói távoli vármegyékbe is eljártak famunkát végezni.
Iskolájában 1982-ig működött magyar nyelvű alsó tagozat.

## Népessége
- 1842-ben 1150 ortodox és 25 római katolikus vallású lakosa volt.[7]
- 1900-ben 3609 lakosából 1878 volt román, 1592 magyar és 29 német anyanyelvű; 1895 ortodox, 991 római katolikus, 514 református, 114 zsidó, 34 evangélikus és 29 görögkatolikus vallású.
- 2002-ben 1824 lakosából 1561 volt román, 197 magyar, 39 cigány és 16 német nemzetiségű; 1468 ortodox, 207 római katolikus, 75 adventista, 58 baptista és 30 református vallású.

## Látnivalók
- A Tőz mentén és a falutól északnyugatra fekvő mocsaras területen számos vonuló madárfaj fészkel.
- A római katolikus templom 1854-ben, az ortodox templom 1875–1881-ben épült.
- Baptista imaháza, eredetileg zsinagóga. A zsidó közösség megmaradt tagjai 1949-ben adták el a baptistáknak.[8]

## Híres emberek
- Itt született 1892. november 9-én Flamm Sándor belgyógyász.
- Itt született 1896-ban Klein József festőművész.
- Itt született 1931-ben Bitay Zoltán grafikusművész.

## Gazdaság
Fafeldolgozó és textilipar.